# Il s'agit de trouver le filon
Pour plus de détails, voir Fiche technique et Distribution.
Il s'agit de trouver le filon (Mit Himbeergeist geht alles besser) est un film autrichien réalisé par Georg Marischka sorti en 1960.
Il s'agit d'une adaptation d'un roman de Johannes Mario Simmel

## Synopsis
République fédérale d'Allemagne en 1960, au plus haut du miracle économique. L'homme d'affaires à succès Philip Kalder doit être nommé citoyen d'honneur de sa ville. Il veut raconter à un journaliste l'histoire de sa vie extrêmement variée.
Pendant la Seconde Guerre mondiale, Kalder, aussi intelligent que naïf, est captif des Alliés. Avec de la chance et sa propre audace, il parvient à fuir. Depuis que les Américains sont maintenant en charge dans sa ville natale, il se glisse dans le costume d'un capitaine américain et agit comme tel. Partout dans les zones occidentales d'occupation il y a une ambiance de ruée vers l'or et Kalder est toujours dans les coups. Ce qu'il recherche avec l'aide de la noblesse appauvrie dont il est issu et grâce à Hilde von Hessenlohe, son contact avec l'administration de l'armée à Francfort-sur-le-Main, est initialement la ferraille dans n'importe quelle forme. Philippe commence à augmenter sa fortune par des affaires d'armes douteuses. Sa conduite commerciale est proche de la fraude, car avec l'aide du belle danseuse Chou-Chou, il fait tomber l'ancien capitaine de la Wehrmacht Helmut Niederberger et gagne un million de marks.
Kalder parvient excellemment à choisir parmi les profiteurs du boom, les bénéficiaires des années de miracle économique. Il parle aux militaires, aux anciens nazis et aux profiteurs de la guerre comme Sepp Reber. L'ancien expert en art des nazis, qui avait transféré en temps opportun 20 millions de dollars à Lisbonne pour y prendre sa retraite, aborde Kalder étonné à travers sa collection, y compris la question du butin nazi. Debout devant une peinture des Trois Grâces, Kalder déclare d'une manière experte : « De Rubens ». « Non, de Rothschild » rétorque Reber. Dans sa dernière idée, cependant, Kalder lui-même devient une victime. L'opportuniste promet à un amateur d'art d'accéder à un chef-d'œuvre célèbre de l'histoire de l'art mais invendable : la Vénus de Milo. Mais il faut d'abord qu'elle soit en sa possession. Kalder a besoin de l'aide de Suzie, une petite femme fatale, séduisante mais pas trop morale. Cette jeune fille aide Philip dans cette affaire, mais finalement lui enlève toute sa fortune. Avec regret, Kalder revient à l'honnête Hilde à Francfort et veut désormais devenir riche que de manière honnête. Et donc tout commence, mais cette fois, les pratiques commerciales propres de Philips lui apportent non seulement de l'argent, mais même la citoyenneté d'honneur de la ville de Francfort.

## Fiche technique
- Titre français : Il s'agit de trouver le filon[1]
- Titre original : Mit Himbeergeist geht alles besser
- Réalisation : Georg Marischka assisté de Franz Josef Gottlieb et de Margrith Spitzer
- Scénario : Hans Jacoby, Willibald Eser
- Musique : Johannes Fehring
- Direction artistique : Fritz Jüptner-Jonstorff
- Costumes : Gerdago
- Photographie : Friedl Behn-Grund
- Son : Herbert Janeczka
- Montage : Herma Sandtner
- Production : Herbert Gruber
- Sociétés de production : Sascha-Film Produktions GmbH
- Société de distribution : Gloria Filmverleih
- Pays d'origine :  Autriche
- Langue : allemand
- Format : Noir et blanc - 1,37:1 - Mono - 35 mm
- Genre : Comédie
- Durée : 105 minutes
- Dates de sortie :
  - Allemagne : 1er novembre 1960.
  - Autriche : 18 novembre 1960.
  - Finlande : 4 août 1961.
  - France : 1er décembre 1962[1].

## Distribution
- O. W. Fischer : Philip Kalder
- Marianne Koch : Hilde von Hessenlohe
- Jackie Lane : Chou-Chou
- Petra Schürmann : Suzie
- Bill Ramsey : Le capitaine américain
- Fritz Rémond junior (de) : Prof. Schwarzenberg
- Bruno Hübner : L'ancienne capitaine Helmut Niederberger
- Helmut Qualtinger : Sepp Reber
- Fritz Muliar : Vaclav Pivatschek
- Horst Naumann : Le reporter
- James Greenhill : Colonel Jameson
- Guido Wieland : Le portier